# کونیگزگ جمرا
کونیگزگ جمرا (به انگلیسی: Koenigsegg Gemera) یک خودروی جی‌تی پلاگین هیبریدی چهار صندلی با تولید محدود است که توسط شرکت خودروسازی سوئدی کونیگزگ تولید می‌شود. جمرا در ۳ مارس ۲۰۲۰ در یک پخش آنلاین توسط کونیگزگ که در نمایشگاه خودروی ژنو لغو شده بود، رونمایی شد.